# Karl Abraham
Karl Abraham, född 3 maj 1877 i Bremen, Tyskland, död 25 december 1925 i Berlin, var en tysk inflytelserik psykoanalytiker, som var samarbetspartner med Sigmund Freud som kallade honom sin bästa elev. Han utvecklade bland annat teorin om nedstämdhet och depression som inåtvänd aggressivitet.

## Biografi
Abraham var son till Nathan Abraham, en judisk religionslärare och hans hustru (och kusin) Ida (1847–1929). Hans medicinstudier möjliggjorde för honom att praktisera vid hospitalet Burghölzli i Zürich, där professor Eugen Bleuler var chef. Under sin tid vid sjukhuset blev han bekant med Carl Gustav Jungs analytiska psykologi.
År 1907 träffade Karl Abraham första gången Sigmund Freud, som han behöll kontakten med livet ut. Abraham återvände till Tyskland och grundade Berliner Psychoanalytische Institut 1910. Han var ordförande för International Psychoanalytical Association från 1914 till 1918 och igen 1925.
Abraham dog i förtid av komplikationer efter en lunginfektion och kan ha lidit av lungcancer.

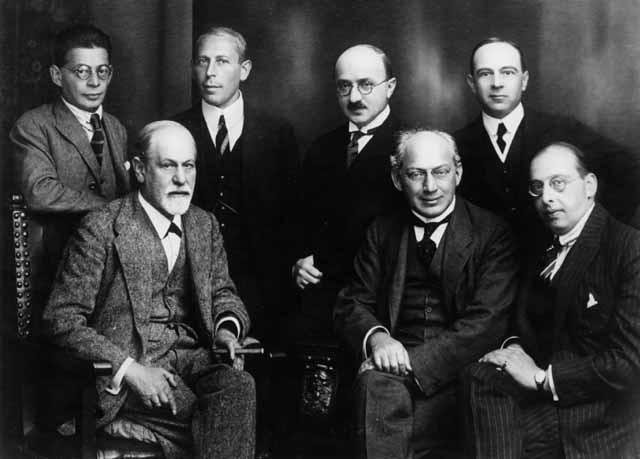
Från vänster till höger, sittande: Sigmund Freud, Sándor Ferenczi, and Hanns Sachs. Stående; Otto Rank, Karl Abraham, Max Eitingon, and Ernest Jones. Foto 1922

## Vetenskapligt arbete
Karl Abraham samarbetade med Freud om förståelsen av manodepressiv sjukdom, vilket ledde till Freuds uppsats om "Sorg och melankoli", 1917. Han gav handledning åt Melanie Klein under åren 1924–1925, och ett antal brittiska psykoanalytiker, som Edward Glover och Alix Strachey. Han var också mentor för en betydande grupp tyska analytiker, som Karen Horney, Helene Deutsch och Franz Alexander.
Abraham studerade betydelsen av spädbarns sexualitet för karaktärsutveckling och psykisk sjukdom och föreslog, liksom Freud, att om psykosexuell utveckling fixeras vid någon bestämd tidpunkt kommer psykiska störningar sannolikt att dyka upp. Han beskrev personlighetsdrag och psykopatologi utifrån orala och anala stadier av utvecklingen (1921).
Abraham gjorde observationer av sin egen dotter Hilda, och rapporterade om hur hon reagerade på lavemang som gavs till brodern och på infantil onani som utfördes av honom. Abraham bad henne dela hemligheter med honom, men han var noga med att bevara hennes privatliv så vissa rapporter publicerades inte förrän efter Hildas död. Hilda skulle senare bli psykoanalytiker.
I det orala utvecklingsskedet bestämmer de första relationerna barn har med objekt deras efterföljande förhållande till verkligheten. Oral tillfredsställelse kan resultera i självsäkerhet och optimism, medan oral fixering kan leda till pessimism och depression. Dessutom kommer en person med en oral fixering att uppvisa en ovilja att ta hand om sig själv och kräva att andra ska ta hand om honom/henne. Detta kan uttryckas genom extrem passivitet eller genom ett mycket aktivt oralt sadistiskt beteende.
I analskedet, när träningen i renlighet börjar för tidigt, kan konflikter uppstå mellan en medveten attityd av lydnad och en omedveten önskan om motstånd. Detta kan leda till egenskaper som sparsamhet, ordning och envishet, liksom till tvångsmässig neuros som ett resultat av anal fixering (Abraham, 1921). Utöver detta baserade Abraham sin förståelse av manodepressiv sjukdom på en studie av målaren Giovanni Segantini: en faktisk händelse av förlust är inte i sig tillräcklig för att göra störningen till en del av melankolisk depression. Denna störning är kopplad till nedslående händelser i tidig barndom, när det gäller män alltid kopplade till modern (Abraham, 1911). Denna idé om den preoidipala "dåliga" mamman innebar en ny utveckling som skilde sig från Freuds oidipala mor och banade väg för Melanie Kleins teorier.
Ett annat viktigt bidrag är hans arbete "En kort studie av libidos utveckling", där han bearbetade Freuds Sorg och melankoli (1917) och påvisade skiftningar i normala och patologiska objektrelationer och reaktioner på objektförlust.
För övrigt undersökte Abraham sexuella trauman hos barn och föreslog, liksom Freud, att sexuella övergrepp var vanligt förekommande i psykotiska och neurotiska patienters historik. Dessutom hävdade han (1907) att dementia praecox hänger samman med sexuella trauman hos barn, på ett liknande vis som det freudianska sambandet mellan hysteri och sexuellt trauma.
Karl Abraham (1920) visade också intresse för kulturfrågor. Han analyserade olika myter som antydde deras förhållande till drömmar (1909) och skrev en tolkning av den egyptiska monoteistiska farao Amenhotep IV:s andliga aktiviteter (1912).